# NEW Energie
Die NEW Niederrhein Energie und Wasser GmbH (kurz: NEW Energie) ist eine bundesweite Vertriebsgesellschaft für Energie (Strom, Heizstrom und Gas), Trinkwasser sowie energienahe Dienstleistungen. Des Weiteren übernimmt das Unternehmen im Bereich Abwasser die Kundenbetreuung sowie die Abrechnung. Der Mutterkonzern ist die NEW AG, die unter anderem Tochtergesellschaften in Mönchengladbach, Viersen, dem Kreis Heinsberg und dem Rhein-Kreis Neuss besitzt (Stand 31. Dezember 2024).

## Geschichte
Die NEW Niederrhein Energie und Wasser entstand Anfang 2012 im Zuge der Neustrukturierung der Niederrheinischen Versorgung und Verkehr AG (NVV). Die Niederrhein Kommunalholding GmbH wurde in NEW Kommunalholding GmbH umbenannt, die Tochterunternehmen wurden ab diesem Zeitpunkt unter der gemeinsamen Marke NEW geführt. Hierbei erfolgte die Trennung zwischen dem Bereich der Daseinsvorsorge und der Versorgung.
2013 wurde die KlickEnergie GmbH & Co. KG als Tochterunternehmen der Stadtwerke Neuss Energie und Wasser GmbH und der NEW Niederrhein Energie und Wasser gegründet. Der neue Vertriebsweg beinhaltete ein Strom- und Gasangebot, das nur online erhältlich ist.
Nachdem NEW Niederrhein Energie und Wasser nach dem europaweiten Ausschreibungsverfahren einen Contracting-Auftrag für die Optimierung der Energieversorgung öffentlicher Gebäude erhalten hatte, baute und finanzierte es ein neues Blockheizkraftwerk an einem Schulzentrum in Jüchen, das Ende 2016 in Betrieb genommen wurde.
Zum 1. Januar 2016 wurden die Vertriebsaktivitäten der NEW AG und der WestEnergie GmbH auf die NEW Niederrhein Energie und Wasser übertragen. Die WestEnergie fusionierte rückwirkend zum selben Stichtag mit der NEW Niederrhein Energie und Wasser GmbH.
NEW Energie trennte die Grundversorgung von der Ersatzversorgung, nachdem im Sommer 2022 eine Novelle des Energiewirtschaftsgesetzes vom Deutschen Bundestag verabschiedet wurde. Diese Novelle sollte Grundversorger vor Spontanankündigungen anderer Energielieferanten schützen.

## Unternehmensstruktur
Am 31. Dezember 2023 versorgte die NEW Niederrhein Energie und Wasser mit seinen Tochterunternehmen bundesweit circa 445.000 Stromkunden, 167.000 Kunden im Gasbereich sowie ungefähr 110.000 Kunden mit Wasser. Im Unternehmen arbeiten zum 31. Dezember 2023 197 Angestellte, der Geschäftsführer ist Ralf Poll.
Die Tochtergesellschaften der NEW Niederrhein Energie und Wasser waren zum Stichtag 31. Dezember 2022 die Klickenergie Verwaltungs GmbH, Klickenergie GmbH & Co. KG (Anteil jeweils 65 %) und die NEW Viersen GmbH (99,998 %). Ferner war die NEW Niederrhein Energie und Wasser mit 2,87 % an der Trianel GmbH beteiligt.

## Unternehmensbereiche
Die NEW Niederrhein Energie und Wasser selbst vertreibt Strom-, Heizstrom- sowie Gastarife für Privat-, Gewerbe- und Geschäftskunden. Außerdem bietet das Unternehmen energienahe Dienstleistungen, wie zum Beispiel Photovoltaikanlagen samt Batteriespeicher, Ladesysteme für Elektromobilität, Energieberatung, Heizanlagen-Contracting sowie Wärme-, Wassermess- und Abrechnungsdienstleistungen für die Wohnungswirtschaft an.

### Strom
Für das Geschäftsjahr 2023 erhöhte sich der Stromabsatz des Unternehmens auf 1.278,7 GWh.

### Erdgas
Im Jahr 2023 lag der Erdgasabsatz bei 2.480,5 GWh.

### Trinkwasser
Die Trinkwasserabgabe belief sich 2023 auf 17,7 Mio. m3.

### Nahwärme und Energiedienstleistungen
Die NEW Niederrhein Energie und Wasser betreute im Jahr 2021 etwa 3.600 Kleinanlagen im Bereich Wärme-Contracting. Verglichen mit dem Vorjahr 2020 stieg der Wärmeabsatz um rund 5 Mio. kWh auf circa 49 Mio. kWh. Der Umsatzerlös energienaher Dienstleistungen betrug im selben Geschäftsjahr 6,0 Mio. Euro.

### Sonstige Unternehmensbereiche
Das Unternehmen errichtet seit 2017 E-Ladesäulen in der Region des Niederrheins und stellt Ladeboxen für Privathaushalte, genannt NEW-Autostrom-Ladebox, zur Verfügung.

## Stromkennzeichnung
Nach § 42 EnWG zur Stromkennzeichnung sind seit dem 15. Dezember 2005 alle Energieversorgungsunternehmen in Deutschland verpflichtet, die Herkunft ihres Stroms zu veröffentlichen.
|                                         | NEW- mix (2023) | Öko- strom- produkt(2023) | Normal- strom- produkt(2023)   | vgl. BRD mix(2023) |
| --------------------------------------- | --------------- | ------------------------- | ------------------------------ | ------------------ |
| Kernenergie                             | 16,6 %          | 0 %                       | 10,1 %                         | 12,9 %             |
| Kohle                                   | 43,8 %          | 0 %                       | 27,9 %                         | 25,5 %             |
| Erdgas                                  | 15,8 %          | 0 %                       | 10,0 %                         | 12,1 %             |
| Sonstige fossile Energieträger          | 1,6 %           | 0 %                       | 1,0 %                          | 1,4 %              |
| Erneuerbare Energien gefördert nach EEG | 0,0 %           | 49,1 %                    | 49,1 % 1,4 % (nicht gefördert) | 49,1 %             |
| Sonstige Erneuerbare Energien           | 22,2 %          | 50,9 %                    | 0,7 %                          | 10,4 %             |
| CO2-Emissionen (g/kWh)                  | 526             | 0                         | 335                            | 324                |
| Radioaktiver Abfall (g/kWh)             | 0,0004          | 0                         | 0,0003                         | 0,0000             |

## Auszeichnungen
- 2012: Verivox Strom-Servicestudie: Gesamtnote gut für Service und Vertragsgestaltung[17]
- 2017: Energiewende Award in der Kategorie Effizienz, verliehen durch EUPD Research[18]
- 2021: Corporate Health Award im Bereich Gesundheitsmanagement, verliehen durch das Handelsblatt und EUPD Research[19]
- 2024: Energiewende Award in der Kategorie Energiewende, verliehen durch EUPD Research[20][21]
- 2024: Auszeichnung als Preis-Favorit mit sehr hoher Empfehlung durch die Wirtschaftswoche[22]
- 2024: Auszeichnung der Internetseite der NEW Energie als Top-Plattform durch Computer Bild[23]